# Barragem de Contreras
A barragem de Contreras é uma barragem de Espanha situada  na fronteira entre as províncias espanholas de Valência e Cuenca.  
A barragem situa-se na confluência do rio Cabriel e rio Guadazaón, resultando numa albufeira que abrange os municípios espanhois de Villargordo del Cabriel, La Pesquera, Mira, Enguídanos, e Minglanilla.

A barragem foi construída em 1972, tem uma superfície de 2710 ha com uma capacidade máxima de 943 hm³, com uma altura de 129 metros. 

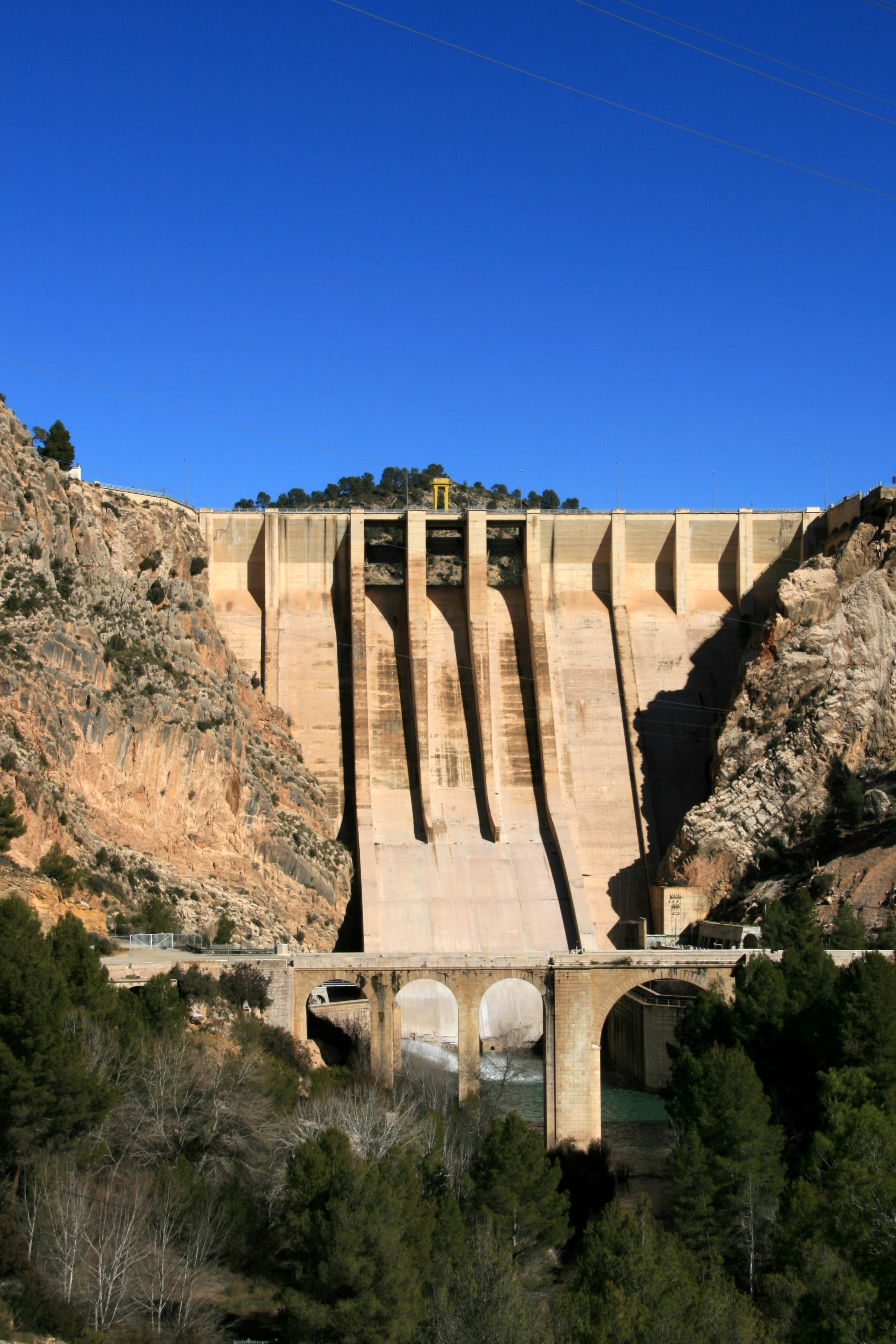
Barragem de Contreras